# 北スリガオ州

スリガオ・デル・ノルテ州の位置

北スリガオ州（きたスリガオしゅう、Province of Surigao del Norte, 北スリガオ）は、フィリピン南部ミンダナオ島北東部にある州で、カラガ地方（Caraga, Region XIII）に属している。州都はスリガオ（Surigao）。面積は2,739.0km2、人口は485,088人（2015年）。

## 地理
南に北アグサン州、南スリガオ州と接している。ミンダナオ島にある本土は狭く、北の沖に浮かぶシアルガオ島、ブカスグランデ島などの島が領域であるが、最大のディナガット島は後述するようにディナガット・アイランズ州として独立した。スリガオ海峡を挟んで東ビサヤ地方の南レイテ州、北のレイテ湾には東サマル州と海上で接する。

## 歴史
2006年12月、ミンダナオ島の北に浮かぶスリガオ海峡の大きな島、ディナガット島と周囲の島嶼部の7町が住民投票により分離を選び、ディナガット・アイランズ州として独立した。

## 交通

### フェリー
州都スリガオ（Surigao）と南レイテ州のリロアン間には重要な航路が開設されている。